# Palmeiras São Paulo (Frauenfußball)
Die Frauenfußballabteilung des Sportvereins Palmeiras São Paulo (offiziell: Sociedade Esportiva Palmeiras) aus Brasilien wurde 1997 gegründet und war 2012 inaktiv, seit 2019 ist sie wieder aktiv.

## Geschichte
Die Frauenfußballabteilung von Palmeiras wurde anlässlich der Etablierung der Staatsmeisterschaft von São Paulo im Jahr 1997 gegründet. Ihr erster Übungsleiter war der Argentinier Nélson Ernesto Filpo Núñez († 6. März 1999). Die Staatsmeisterschaft von 2001 markiert den einzigen nennenswerten Titelgewinn der Mannschaft um die Nationalspielerinnen Cidinha und Michele Reis, verstärkt durch die Mittelfeldspielerinnen Sissi und Formiga, sowie die Torhüterin Marlisa Wahlbrink, die man dem São Paulo FC abgeworben hat.
Auf dem Erfolg erfolgte sogleich die Auflösung des Frauenteams bei Palmeiras, wie bei allen großen Paulitsa-Vereinen auch. Danach hatte sich der Club nur noch unregelmäßig in Kooperation mit anderen Vereinen im Frauenfußball engagiert. Eine Ausnahme stellen die Spielzeiten 2010 und 2012 dar, in dem er wieder mit je einem eigenen Team an der Staatsmeisterschaft teilgenommen hat, wobei diese Teams vor allem aus den Kadern seiner Futsalmannschaften zusammengestellt waren. Die Nationalspielerin Letícia Santos, die seit 2019 bei Eintracht Frankfurt in Deutschland unter Vertrag steht, war in jener Zeit für Palmeiras aktiv.
Zur Saison 2019 kündigte Palmeiras seine Rückkehr in den Frauenfußball mit einem neu aufgestellten Team an, das sofort in der zweiten Liga (Série A2) in die nationale Meisterschaft einsteigen kann. Als Heimspielstätte soll das Estádio Nelo Bracalente von Vinhedo genutzt werden. Mit dem Einzug ins Halbfinale der Série A2 vollendete Palmeiras am 21. Juli 2019 seinen Aufstieg in die erste Liga zur folgenden Spielzeit. Am 26. Oktober 2019 gewann Palmeiras die erste Austragung des Wettbewerbs der Copa Paulista Feminina nach einem 2:1-Finalsieg im Estádio Nelo Bracalente in Vinhedo gegen den São Paulo FC.
Am 28. Oktober 2022 gewann Palmeiras erstmals die Copa Libertadores der Frauen nach einem 4:1-Finalsieg gegen Boca Juniors im Estadio Rodrigo Paz Delgado zu Quito. Zum Ende der Saison 2023 erlebten die Frauen von Palmeiras im Halbfinale der Staatsmeisterschaft eine historische 0:8-Niederlage gegen Corinthians (Derby Paulista), die in einem Trainerwechsel mündete.

## Erfolge
International:
| CONMEBOL Copa Libertadores Feminino | (1×): | 2022 |

National:
| Staatsmeisterschaft von São Paulo | (3×): | 2001, 2022, 2024 |
| Staatspokal von São Paulo         | (2×): | 2019, 2021       |

## Torschützenköniginnen
| Brasilianische Meisterschaft 2020: Carla Nunes (12 Tore) 2021: Bia Zaneratto (13 Tore) 2023: Amanda Gutierres (13 Tore) 2024: Amanda Gutierres (16 Tore) | 0 | Staatsmeisterschaft von São Paulo 2024: Amanda Gutierres (8 Tore) |

## Trainer (unvollständig)
| Name                | Zeitraum  | Bemerkung                                       |
| ------------------- | --------- | ----------------------------------------------- |
| Ana Lúcia Gonçalves | 2019      |                                                 |
| Ricardo Belli       | 2019–2021 | Staatspokal 2019, 2021                          |
| Hoffmann Túlio      | 2021–2022 |                                                 |
| Ricardo Belli       | 2022–2023 | Copa Libertadores 2022 Staatsmeisterschaft 2022 |
| Camilla Orlando     | seit 2023 | Staatsmeisterschaft 2024                        |